# Кошман Кирило Якимович
Кирило Якимович Кошман (25 травня 1917, Велика Бугаївка — 15 січня 1992, Київ) — радянський офіцер, Герой Радянського Союзу, в роки німецько-радянської війни парторг 376-го стрілецького полку 220-ї стрілецької дивізії 31-ї армії 3-го Білоруського фронту, капітан.

## Біографія
Народився 25 травня 1917 року в селі Великій Бугаївці (нині Васильківського району Київської області) в селянській родині. Українець. Член КПРС з 1940 року. Закінчив десять класів середньої школи. З 1933 по 1937 році навчався у школі фабрично-заводського учнівства.
У 1937 році призваний до лав Червоної Армії. Демобілізувався в 1939 році. Працював на залізничній станції Моздок Північної Осетії. Вдруге призваний в липні 1941 року. Закінчив курси політруків. У боях німецько-радянської війни з грудня 1941 року. Воював на Калінінському, Західному і 3-му Білоруському фронтах.
23 червня 1944 року, коли почалися наступальні бої за відвоювання Білорусі, К. Я. Кошман перебував у бойовому ланцюзі другого батальйону свого полку. Противник чинив запеклий опір. У самий розпал боїв за другу і третю траншеї оборони противника, командир другого батальйону був важко поранений. У командування вступив парторг полку капітан К. Я. Кошман. Відбивши всі контратаки противника на висоті «201,7», батальйон першим в дивізії опанував опорним пунктом Дубровно і вийшов до Дніпра. За допомогою підручних засобів форсували річку, захопили плацдарм, на який негайно стали переправлятися головні сили дивізії. Ударом з півдня відвоювали місто Оршу.
220-а стрілецька дивізія отримала найменування «Оршанської», а 376-й стрілецький полк був нагороджений орденом Червоного Прапора.
Переслідуючи розгромлені війська противника, передовий загін 376-го стрілецького полку вийшов до річки Березина, на південь від Борисова. Міст був спалений. Парторг полку разом з полковим інженером капітаном Тімаєвим і бійцями, під обстрілом ворога, по груди у воді, в'язали шматками кабелю плоти і переправляли війська.
Розгромивши в рукопашному бою контратакуючого ворога біля станції Жодіно, 376-й стрілецький полк 3 липня 1944 року першим увірвався до Мінська. У передовому загоні на самоходці з десантом піхоти був капітан К. Я. Кошман. За відвоювання столиці Білорусі 376-го стрілецького полку було присвоєно найменування «Мінський».
12 липня 376-й стрілецький полк форсував Німан в районі Гродно. Протягом трьох діб йшли кровопролитні бої. У боротьбі за утримання і розширення плацдарму полк відбив 18 контратак піхоти і танків противника. При цьому було знищено 8 танків і багато живої сили ворога.
Указом Президії Верховної Ради СРСР від 24 березня 1945 року за мужність і героїзм, проявлені в боях на Дніпрі, Березині та Німані капітану Кирилу Якимовичу Кошману присвоєно звання Героя Радянського Союзу з врученням ордена Леніна і медалі «Золота Зірка» (№ 6501).

Могила Кирила Кошмана

Після закінчення війни закінчив Військово-політичну академію імені В. І. Леніна. Потім служив на Сахаліні і Камчатці. З 1957 року служив у Києві. З 1961 року полковник К. Я. Кошман — в запасі. Працював заступником керуючого Київського відділення «Інтуриста». Жив у Києві. Помер 15 січня 1992 року. Похований у Києві на Лук'янівському військовому кладовищі.

## Нагороди, звання
Нагороджений орденом Леніна, орденом Червоного Прапора, трьома орденами Вітчизняної війни 1-го ступеня, трьома орденами Червоної Зірки, медалями.
Почесний громадянин міста Василькова.